# Paul Stapff
Paul Stapff (* 1868 in Vieselbach; † 1930) war ein deutscher Jurist, Ministerial- und Reichsbahnbeamter.

## Leben
Paul Stapff besuchte das Humanistische Gymnasium in Weimar. Nach dem Schulabschluss studierte er Rechtswissenschaften in Freiburg, Leipzig und Berlin. 1895 wurde er Gerichtsassessor und wechselte nach einer kurzen Zeit im preußischen Justizdienst 1898 in die preußische Staatseisenbahnverwaltung. Im darauffolgenden Jahr wurde er Regierungsassessor. 1901 wechselte er aus Königsberg zur Eisenbahndirektion Essen.
1903 erfolgte seine Ernennung zum Regierungsrat und zum Mitglied einer Eisenbahndirektion. Bis 1908 war er in den Reichsbahndirektionen Berlin, Königsberg, Essen und Köln tätig. 1912 wurde er als Vortragender Rat in das Ministerium der öffentlichen Arbeiten berufen und hier zum Geheimer Regierungsrat ernannt. Sein Aufgabengebiet waren Tarif- und Verkehrsangelegenheiten. 1916 wurde er zum Geheimen Oberregierungsrat ernannt.
Von 1919 bis 1925 war er Präsident der Eisenbahn-/Reichsbahndirektion Frankfurt am Main. Anschließend war er bis zu seinem Tod 1930 Präsident der Reichsbahndirektion Berlin.
Ende Juli 1925 wurde er zeitgleich zur Übernahme der Präsidentschaft in Berlin Vorsitzender des Vereins Deutscher Eisenbahnverwaltungen.
Stapff wurde u. a. mit dem Kaiserlich russischen St.-Annen-Orden III. Klasse (Verleihung 1912) ausgezeichnet und erhielt 1914 die königliche Krone zum Roten Adlerorden 4. Klasse.
Die Dr.-Stapff-Straße in Neuseddin ist nach ihm genannt.